# 568

## Evenimente
- Venirea longobarzilor în Italia.

## Nașteri
- dată necunoscută: Salman Persanul  (d. 657)

## Decese
- dată necunoscută: Narses  (n. 478)